# IC 920
IC 920 ist eine elliptische Galaxie vom Hubble-Typ E0 im Sternbild Jungfrau nördlich der Ekliptik. Sie ist schätzungsweise 355 Millionen Lichtjahre von der Milchstraße entfernt und hat einen Durchmesser von etwa 50.000 Lichtjahren.
Im selben Himmelsareal befinden sich u. a. die Galaxien IC 924 und IC 927.
Das Objekt wurde am 8. Juli 1893 vom französischen Astronomen Stéphane Javelle entdeckt.